# Туніс на пісенному конкурсі Євробачення
Туніс є однією з небагатьох країн, які планували взяти участь у Пісенному конкурсі Євробачення, але відмовилися до моменту дебюту. Туніський мовник, ERTT, транслював окремі роки конкурсу з 1968 року та планував взяти участь у Євробаченні 1977, проте цього так і не відбулося через відмову мовника від участі без пояснення причин. З того часу країна не проявляла інтересу до дебюту на Євробаченні.

## Історія

### Нездійснений дебют
ERTT, туніська телекомпанія, відповідальна за Євробачення, була однією із засновників Європейської мовної спілки ще у 1950 році. Туніський мовник транслював Євробачення з 1968 року, а саме випуски конкурсу 1969, 1970, 1971, 1974 і 1976 років, перш ніж планував взяти участь у Євробаченні 1977. Країна мала виступити під 4 порядковим номером на конкурсі, що проходив у Лондоні, проте відмовилася від участі після проведення жеребкування без оголошення свого представника. ERTT не назвала жодної офіційної причини, але припускають, що це може бути пов'язано з участю Ізраїлю у Євробаченні, який дебютував на конкурсі 1973 року. Попри зняття з Євробачення, ERTT продовжувала транслювати подію до 1978 року.

### Подальші роки
Туніс не мав серйозних намірів щодо можливої участі у Євробаченні після 1977 року. Останній публічний коментар від мовника з'явився 2007 року, коли ERTT підтвердила, що не має планів брати участь у майбутньому. Згодом, 2015 року, делегація туніського мовника була присутня у Відні на 60-му конкурсі.
Напередодні Євробачення 2019, яке відбулося в Тель-Авіві, Ізраїль, повідомлялося, що міністр зв'язку Ізраїлю запрошував Туніс та кілька інших арабських країн взяти участь у конкурсі. Однак жодна арабська країна не взяла участь у Євробаченні 2019. Наступного року Юн Ула Санн, виконавчий директор Євробачення у 2011-2020 роках, заявив, що на той час він не бачив інтересу країн Близького Сходу до конкурсу.